# Emanuel Muntmark
Emanuel Muntmark (n. 16 ianuarie 1953) este un om de afaceri român, cu cetățenie suedeză.
Este considerat ca fiind unul dintre cei mai puternici dezvoltatori de proiecte eoliene din România, vânzându-și parcurile eoliene către companii precum CEZ, Petrom sau ButanGas.
Cea mai cunoscută afacere a lui Emanuel Muntmark este Monsson Alma.
Monsson Alma este compania-mamă a Monsson Group și deține acțiuni în 33 de compani.
Cel mai mare parc eolian pe care Muntmark l-a vândut până în prezent a fost cel care în cele din urmă a fost preluat de compania cehă CEZ.
În total sunt 600 MW, amplasați în două localități dobrogene, Fântânele și Cogealac, investiția totală ridicându-se la 1,1 miliarde de euro.